# Hatidzse szultána
Hatidzse szultána I. Szelim szultán és Ajse Hafsza szultána lánya, I. Szulejmán szultán nővére.

## Élete
1490 körül születhetett Szelim és Ayşe Hafsa első gyermekeként. Gyermekkorát Tranzonban töltötte, majd 1509-ben apja feleségül adta Iskender Pasához. 1515-ben azonban I. Selim Szultán kivégeztette, így Hatice megözvegyült.
Férjével valószínűleg egy lányuk született, Nefise Hanim szultána, 1510 körül. Korábban Pargalı Ibrahim pasa feleségének tartották akitől az 1. szülött gyermeke meghalt, majd később ikreik születtek. Néhány forrás szerint Iszkender halála után újra férjhez ment, ám mások szerint nem, és fiatalon meghalt. Egyes források szerint 1541-ben hunyt el, sírja a Szelim-mecsetben van.

## Filmsorozatban
- Alakja a 2011-es Szulejmán című török sorozatban is megjelenik, megszemélyesítője Selma Ergeç török-német színésznő.

## Fordítás
- Ez a szócikk részben vagy egészben  a   Hatice Sultan (daughter of Selim I) című angol Wikipédia-szócikk ezen változatának fordításán alapul.  Az eredeti cikk szerkesztőit annak laptörténete sorolja fel. Ez a jelzés csupán a megfogalmazás eredetét és a szerzői jogokat jelzi, nem szolgál a cikkben szereplő információk forrásmegjelöléseként.